# Opglabbeek
Opglabbeek es una localidad y municipio de la provincia de Limburgo en Bélgica. Sus municipios vecinos son As, Genk, Houthalen-Helchteren, Maaseik y Meeuwen-Gruitrode. Tiene una superficie de 25,0 km² y una población en 2018 de 10.332 habitantes, siendo los habitantes en edad laboral el 65% de la población.

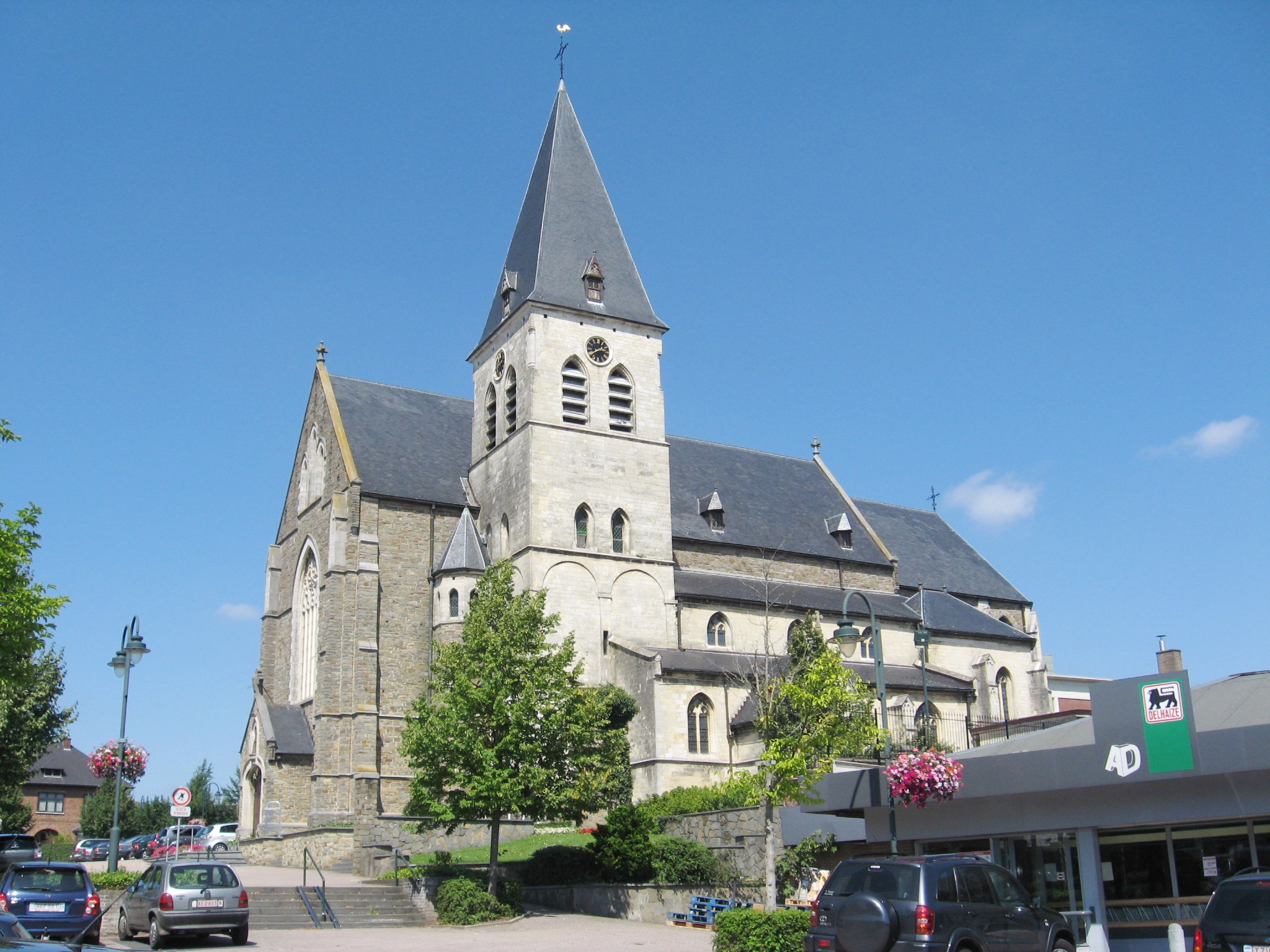
Iglesia de San Lamberto.

El 1 de enero de 2019, Opglabbeek se fusionará con Meeuwen-Gruitrode en un municipio que se llamará Oudsbergen.
El actual municipio tiene tres localidades: Opglabbeek, Louwel y Nieuwe Kempen.
En Opglabbeek existe un santuario para los animales salvajes heridos.

## Demografía

### Evolución
Todos los datos históricos relativos al actual municipio, el siguiente gráfico refleja su evolución demográfica, incluyendo municipios después de efectuada la fusión el 1 de enero de 1977.
| Gráfica de evolución demográfica de Opglabbeek entre 1846 y 2018 |
|                                                                  |